# Isla Short
Isla Short (Carluke, 18 september 1996) is een Britse mountainbikster.

## Biografie
Short won in 2014 het Brits kampioenschap mountainbiken voor junioren. Ze nam in 2018 voor Schotland deel aan de Gemenebestspelen in Gold Coast, tijdens deze spelen behaalde ze een vijfde plaats op de crosscountry mountainbike en reed ze de wegwedstrijd waar ze niet wist te finishen.

## Palmares

### Mountainbiken
| Seizoen      | Wereldbeker | OS         | WK               | EK         | BK         | Overige             | Totaal aantal zeges |
| Als Junior   | Als Junior  | Als Junior | Als Junior       | Als Junior | Als Junior | Als Junior          | Als Junior          |
| ------------ | ----------- | ---------- | ---------------- | ---------- | ---------- | ------------------- | ------------------- |
| 2013         |             | NVT        |                  |            | Zilver     |                     | 0                   |
| 2014         |             | NVT        | 7e               | 6e         | Goud       |                     | 1                   |
|              |             |            |                  |            |            |                     |                     |
| Totaal       | 0           | 0          | 0                | 0          | 1          | 0                   | 1                   |
| Als Beloften |             |            |                  |            |            |                     |                     |
| 2016         |             | NVT        |                  |            | Zilver     |                     | 0                   |
| 2017         |             | NVT        |                  |            | Zilver     |                     | 0                   |
| 2018         |             | NVT        | 25e              | 9e         |            |                     | 0                   |
|              |             |            |                  |            |            |                     |                     |
| Totaal       | 0           | 0          | 0                | 0          | 0          | 0                   | 0                   |
| Als Elite    |             |            |                  |            |            |                     |                     |
| 2017         |             | NVT        |                  |            |            | Sittard-Geleen      | 1                   |
| 2018         |             | NVT        |                  |            |            | 5e Gemenebestspelen | 0                   |
| 2019         |             | NVT        | 46e 21e marathon |            | Zilver     | Walbrzych           | 1                   |
| 2020         |             | NVT        | 5e 7e marathon   | 10e        |            |                     | 0                   |
| 2021         |             |            |                  |            |            |                     | 0                   |
|              |             |            |                  |            |            |                     |                     |
| Totaal       | 0           | 0          | 0                | 0          | 0          | 2                   | 2                   |